# Pietro Chiesa
Pietro Chiesa (Asti, 27 gennaio 1858 – Genova, 14 dicembre 1915) è stato un politico italiano, primo deputato socialista eletto in Liguria.

## Biografia
Nacque da una poverissima famiglia piemontese, secondo alcune fonti ad Asti, secondo altre a Casale Monferrato; la madre morì nel darlo alla luce ed il padre si disinteressò di lui; allevato per alcuni anni da una nonna, alla morte di questa fu affidato ad alcuni parenti residenti a Casale Monferrato, ma ancora bambino si allontanò da casa, esercitando vari mestieri in diverse cittadine del Piemonte. Giovanissimo si trasferì a Sampierdarena presso lo stabilimento Ansaldo come operaio verniciatore.
Entrò in contatto con le società operaie di ispirazione mazziniana, ma ben presto il suo impegno politico volse verso il socialismo: partecipando al XVII congresso delle società repubblicane a Napoli nel giugno del 1889 intervenne sostenendo la lotta di classe e la proprietà collettiva dei mezzi di produzione. L'anno successivo, abbandonato il partito mazziniano, fu tra i fondatori del Partito Operaio Italiano. A Genova, nel 1892, nel Partito Operaio Italiano avvenne la scissione tra l'ala anarchica e quella socialista ad opera di Filippo Turati che diede vita al Partito dei Lavoratori Italiani (divenuto dal 1895 Partito Socialista Italiano); in un primo tempo, insieme ad Andrea Costa e Carlo Monticelli, Chiesa non prese posizione, disapprovando anzi l'atto di forza di Turati, ma ben presto decise di aderire al nuovo partito di ispirazione socialista, nel quale iniziò un periodo di militanza attiva, divenendo insieme a Ludovico Calda e Giuseppe Canepa uno dei capi del movimento operaio a Genova, dove diede vita alle prime Camere del Lavoro (nel 1895 a Sampierdarena e l'anno successivo a Genova). Tra il 1897 e il 1898 per il suo attivismo fu più volte denunciato e condannato, riparando anche per alcuni mesi in Francia. Tornato nel 1899, divenne consigliere comunale di San Pier d'Arena e nel giugno del 1900 venne eletto deputato alla Camera nel collegio di San Pier d'Arena.
Nel 1900 la Camera del Lavoro di Genova fu sciolta dal prefetto Garroni, suscitando la reazione di operai e portuali, protagonisti di uno sciopero durato cinque giorni grazie al quale i lavoratori ottennero la ricostituzione della Camera del Lavoro, aprendo la strada alle dimissioni del governo Saracco, che dopo aver approvato il decreto del prefetto si dimostrò incapace di gestire la situazione e per questo fu sfiduciato dalla Camera. In questa circostanza, il 5 febbraio 1901, Chiesa tenne alla Camera un discorso per sostenere la funzione sociale delle camere del lavoro, che non limitavano il loro intervento a rivendicazioni salariali, ma operavano anche per il benessere dell'intera società.
Più in generale la sua attività parlamentare si incentrò sul miglioramento delle condizioni dei lavoratori, battendosi soprattutto per la tutela del lavoro femminile e minorile e la protezione della salute e sicurezza degli operai. In questo quadro, nel 1903 fu tra gli artefici del contratto degli scaricatori di carbone del porto di Genova; i "carbuné", che svolgevano uno dei lavori più faticosi e pericolosi, mirabilmente descritti da Edmondo De Amicis proprio in quegli anni (1904), rivendicarono con un lungo sciopero, durato 42 giorni, il diritto esclusivo per gli iscritti alla loro compagnia ad esercitare il lavoro, affrancandosi dal criterio della "libera scelta" (di fatto una forma di caporalato) imposto dagli imprenditori portuali in condizioni di totale arbitrarietà. Ancora oggi la compagnia portuale degli scaricatori di carbone porta il suo nome. Nello stesso anno fu tra i fondatori del quotidiano genovese Il Lavoro.
La storia politica di Pietro Chiesa, negli anni che precedettero la prima guerra mondiale, si snoda tra le dispute interne al partito, dapprima tra socialisti gradualisti e rivoluzionari e poi, in vista della guerra tra interventisti e neutralisti. Al congresso nazionale di Bologna dell'aprile 1904 la corrente gradualista, a cui apparteneva, fu battuta dall'ala rivoluzionaria, ed alle elezioni politiche nel novembre dello stesso anno non fu riconfermato nella carica di deputato nel collegio di Sampierdarena, risultando comunque eletto nel collegio di Budrio, ma si dimise nel 1906 per contrasti con gli elettori della cittadina romagnola. Tornò in parlamento alle elezioni del 1909, quando la corrente gradualista si riaffermò all'interno del partito. Ma le tensioni tra le due anime del partito restavano sempre alte, riacutizzandosi in occasione dell'impresa libica e negli anni che precedettero la prima guerra mondiale. Quando nel 1912 Leonida Bissolati, capo dell'ala gradualista, fu espulso dal partito per la sua mancata opposizione alla guerra di Libia, Chiesa ne prese le difese, sostenendo la necessità per la classe operaia di saper anteporre, in momenti di difficoltà per il paese, l'interesse nazionale a quello di classe. Allo scoppio della guerra mondiale mantenne in un primo tempo una posizione contraria all'intervento, cambiando poi opinione nel 1915, quando l'Italia entrò nel conflitto. La morte lo colse nel dicembre dello stesso anno, mentre il partito stava per adottare provvedimenti nei suoi confronti.
Contemporaneamente all'incarico parlamentare fu anche consigliere provinciale di Genova ininterrottamente dal 1899 alla morte, ricoprendo inoltre varie cariche di carattere politico e sindacale. Lasciò anche alcuni brevi scritti teatrali, poetici e politici, tra cui La Vispa Teresa, bozzetto poetico in un atto, rappresentato al Politeama Sampierdarenese nel 1902, in cui l'autore, prendendo spunto dalla nota poesia per bambini di Luigi Sailer, immagina che la viziata bambina protagonista della filastrocca maturi una coscienza sociale e divenga una giovane socialista impegnata.